# 모로코의 국장

모로코의 국장

모로코의 국장은 1957년 8월 14일에 제정되었다.
국장 가운데에 그려져 있는 방패 안에는 빨간색 바탕에 초록색 오각별이 그려져 있으며 오각별 앞쪽에는 아틀라스 산맥과 떠오르는 태양이 그려져 있다. 방패 위쪽에는 왕관이 올려져 있고 방패 양쪽에는 두 마리의 사자가 그려져 있다. 국장 아래쪽에 있는 리본에는 "만약 당신이 신을 도와준다면 신이 당신을 도와줄 것이니라"(아랍어: إن تنصروا الله ينصركم, 《꾸란》 수라 47장 7절)라는 구절이 아랍어로 쓰여져 있다.